# ذنب حرف
الذنَب عند الخطاطين هو الجزء الناتئ من بعض الحروف كالحاء (ح).